# Lista rezervațiilor naturale din județul Călărași
Lista rezervațiilor naturale din județul Călărași cuprinde ariile protejate de interes național (rezervații naturale), aflate pe teritoriul administrativ al județului Călărași.

## Lista ariilor protejate
| Denumirea ariei protejate | Cod       | Localizare    | Categorie IUCN | Tip                    | Suprafață (ha) | Observații (foto)                           |
| ------------------------- | --------- | ------------- | -------------- | ---------------------- | -------------- | ------------------------------------------- |
| Ostrovul Ciocănești       | RONPA0872 | Ciocănești    | IV             | floristic și faunistic | 206,70         | declarat prin HG 2151/2004                  |
| Ostrovul Haralambie       | RONPA0871 | Lunca Dunării | IV             | floristic și faunistic | 44,90          | declarat prin HG 2151/2004                  |
| Ostrovul Șoimul           | RONPA0870 | Dichiseni     | IV             | floristic și faunistic | 20,10          | declarat prin HG 2151/2004                  |
| Pădurea Ciornuleasa       | RONPA0340 | Mitreni       | IV             | forestier              | 75,20          | declarat prin Legea Nr. 5 din 6 martie 2000 |